# 제룡산업
제룡산업(Cheryong Industrial Co. Ltd.)은 대한민국의 송전 기업이다. 본사는 서울시 광진구 아차산로 628에 위치해 있으며 대표이사는 박종태이다.

## 사업
배전자재 등 송/배전용 금속제품 가공 사업을 영위하고 있다 500kV HVDC 애자장치 등 3개의 신제품 개발을 완료하고 양산을 준비하는 중이다.

## 역사
2011년 1986년에 설립된 제룡전기(주)로부터 인적분할하여  설립되었다

## 상장
2012년 02월 13일에 상장하였다.

## 같이 보기
- 광명전기
- 세명전기

## 참고문헌
1. ↑  제룡산업 주가 장중 상한가, 한전 독점사업 민간 개방에 전력망 관련주 강세, 비즈니스포스트, 2023년 11월 24일
2. ↑  박상인, 제룡산업, 한전 인니 41조 규모 HVDC 구축 사업 추진• 500kV 금구류 개발 완료 부각, 이투데이, 2024년 6월 10일
3. ↑  최지영, 한국IR협의회 기술분석보고서-제룡산업, 최지영, 2020년 12월 10일[깨진 링크(과거 내용 찾기)]